# County Center/Little Italy
County Center/Little Italy - stacja zielonej linii lekkiej kolei miejskiej San Diego Trolley. Mieści się w dzielnicy Little Italy. W pobliżu stacji znajdują się budynki mieszkalne a także budynki rządowe. Stację otwarto w lipcu 1992 roku i początkowo wykorzystywana była jako północny kraniec niebieskiej linii (wówczas linii North/South Line) do czasu gdy ta linia została przedłużona do stacji Old Town Transit Center w czerwcu 1996. roku.